# Парламентські вибори в Білорусі 2019
Вибори депутатів Палати представників Національних зборів VII скликання (біл. Выбары дэпутатаў Палаты прадстаўнікоў Нацыянальнага сходу) відбулися 17 листопада 2019 року.
Майже 6,8 мільйона громадян, які мають право голосу, могли проголосувати на 5831 виборчій дільниці (включаючи 46 за межами Білорусі), які працювали з 8 години ранку і до 20 вечора.
За попередніми даними, які стали відомі вже у ніч на понеділок 18 листопада у Палату представників парламенту Білорусі не пройшов жоден опозиційний кандидат. Серед більшості безпартійних кандидатів вибори також виграли представники провладних партій: Білоруської патріотичної партії, Республіканської партії праці і справедливості, Ліберально-демократичної партії, а також громадського об'єднання «Біла Русь».
Явка склала 77,22 відсотка, що на три відсоткових пункти вище показника виборів 2016 року.

## Передісторія
Попередні вибори депутатів Національних зборів пройшли 11 вересня 2016 року. На виборах було обрано 110 депутатів на одномандатних округах, при цьому тільки 16 чоловік представляють будь-які партії (опозиційні — тільки двоє), а 94 парламентарія є безпартійними. Явка виборців на виборах склала 74,68 %.
Чергові парламентські вибори мали відбутися в Республіці Білорусь не пізніше 10 вересня 2020 року. Вибори призначаються указом Президента Республіки Білорусь. Особливістю виборів 2020 року міг стати маленький термін між виборами Президента Республіки Білорусь (повинні пройти до 30 серпня 2020 року) та Національних Зборів Республіки Білорусь (повинні пройти до 10 вересня 2020 року). Однак, ще в грудні 2017 року Лукашенко заявив про те, ніяких дострокових виборів в Білорусі не буде. У той же час, глава білоруського Центрвиборчкому Лідія Єрмошина заявила, що не вважає, що дві ці кампанії можуть поєднати. «Я не думаю, що ці вибори поєднають. Швидше за все, коли прийде час, буде прийнято відповідне політичне рішення і якусь виборчу кампанію перенесуть на більш ранній термін. А вже яку — про це повинні домовитися глава держави і парламент. Проводити вибори раніше можна, пізніше — не можна. Тому так, там дійсно все практично повністю збігається. Президентська кампанія пов'язана термінами проведення останньої інавгурації, парламентська — термінами проведення першої установчої сесії».
Як і очікувалося, Олександр Лукашенко назвав приблизну дату виборів і яка з виборчих кампаній пройде раніше під час свого щоденного зборів до Національних зборів і білоруського народу. Він зазначив, що «ці вибори стануть іспитом не тільки для кандидатів в депутати і всієї вертикалі влади, а й для кожного виборця. Я не визначався за датою, але якщо це прийнятно за законом, у нас є хороший свято — день Жовтневої революції, 7 листопада, вихідний день. До цієї дати будемо близько орієнтуватися без всяких ідеологічних посилів».
5 серпня 2019 року Олександр Лукашенко підписав укази про призначення виборів до Ради Республіки і Палати представників (№ 293, № 294). Відповідно до указів вибори в Палату представників відбутися 17 листопада 2019 року, а до Ради Республіки — 7 листопада. Таким чином, парламентські вибори були призначені практично за рік до закінчення терміну повноважень Палати представників попереднього скликання, що порушило ст. 94 Конституції Республіки Білорусь.

## Виборча система

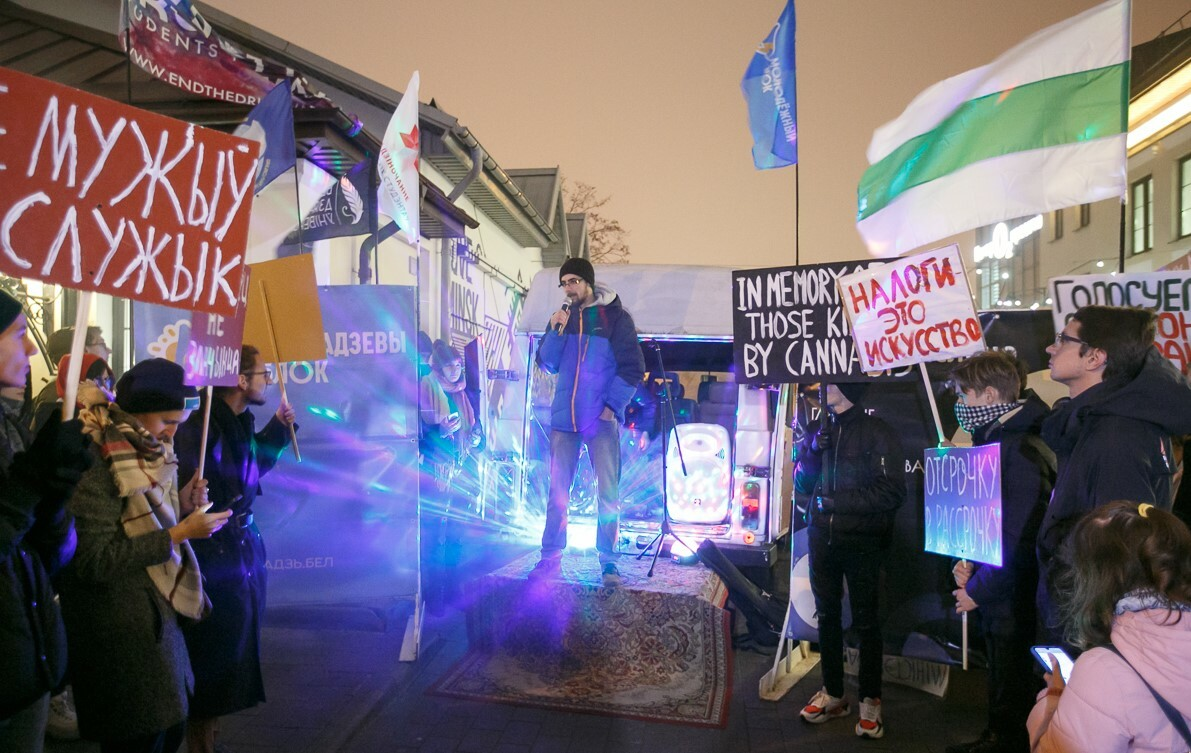
Передвиборчий мітинг кандидатів від Молодіжного блоку

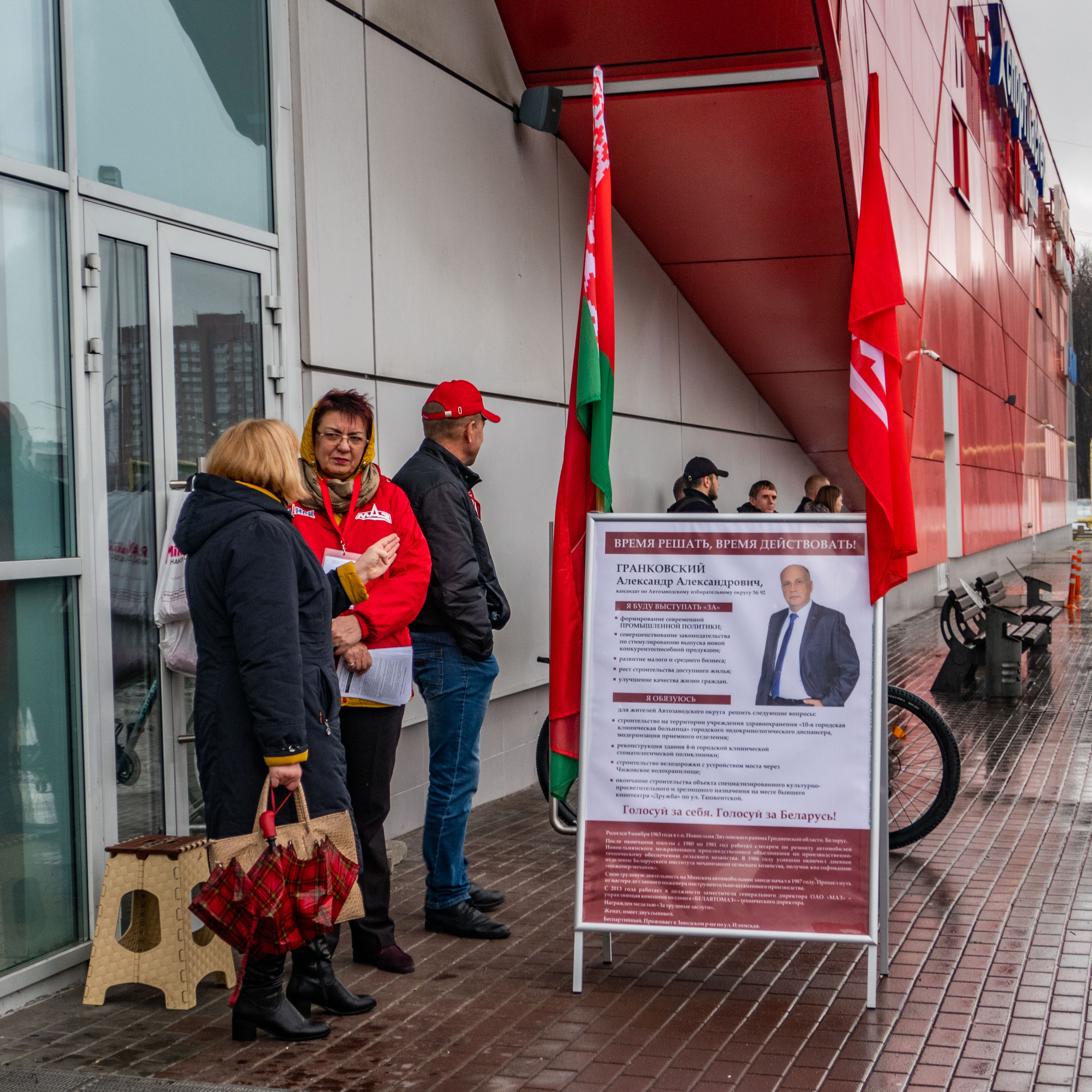
Вулична агітація біля торгового центру в 92-му Автозаводському виборчому окрузі (Мінськ)

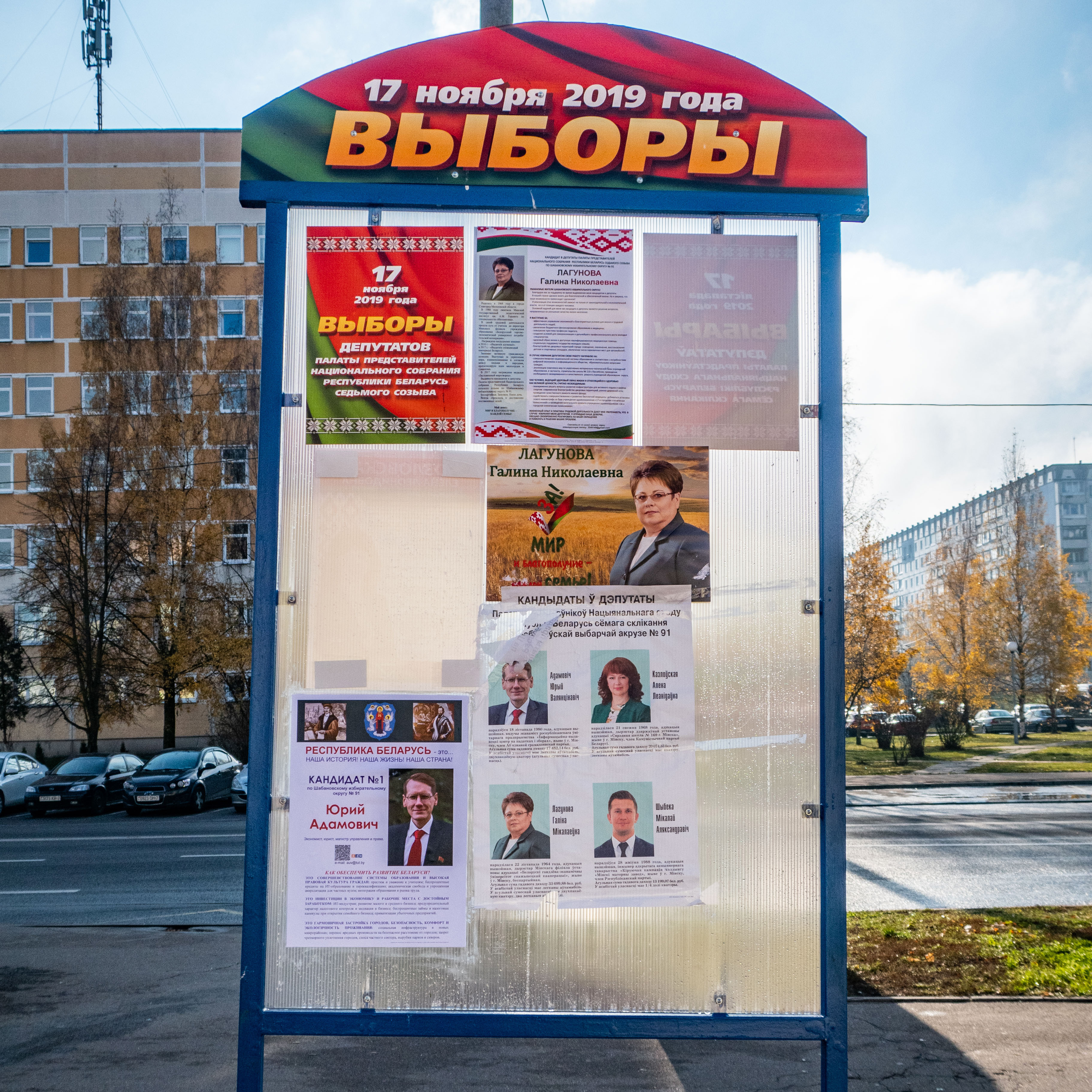
Стенд з інформацією про кандидатів по 91-му Шабановському виборчому округу (Мінськ)

Палата представників Національних зборів Республіки Білорусь складається з 110 депутатів, які обираються за одномандатними виборчими округами по мажоритарній виборчій системі в один тур. Щоб вважатися обраним кандидата достатньо отримати просту більшість голосів виборців. Вибори в Білорусі проходять в два етапи — вибори відповідно до двох палат Національних Зборів (парламенту) Республіки Білорусь — Палати представників і Ради Республіки — за різними системами голосування.
| Регіон               | Місць |
| -------------------- | ----- |
| Мінськ               | 20    |
| Берестейська область | 16    |
| Гомельська область   | 17    |
| Гродненська область  | 13    |
| Могилевська область  | 13    |
| Мінська область      | 17    |
| Вітебська область    | 14    |
| Разом місць          | 110   |

## Висування кандидатів
18 жовтня 2019 року завершилася реєстрація кандидатів у депутати Палати представників, за результатами якої було зареєстровано 558 осіб. Таким чином, в середньому на депутатський мандат на виборах 2019 року претендують п'ять осіб. Всього до Палати представників висувалися 703 людини. Реєстрацію кандидатами не пройшли майже 130 претендентів на депутатські місця, включаючи двох діючих опозиційних депутатів Анни Конопацької та Олени Анісім. В обох випадках були виявлені порушення при зборі підписів і фальсифікації.
Серед кандидатів налічувалося 32 діючих депутатів Палати представників. Таким чином, склад Палати представників потенційно може оновитися на 71 %. Крім того, 27 % зареєстрованих кандидатів в депутати складають жінки. Більшість опозиційних кандидатів, яких допустили до участі у виборах, були висунуті від партій. Багато тих, що висувалися збором підписів не пройшли реєстрацію .
| Область                                                                   | Кількість кандидатів | Безпартійні | %    | Члени політичних партій | %    |
| ------------------------------------------------------------------------- | -------------------- | ----------- | ---- | ----------------------- | ---- |
| Берестейська                                                              | 79                   | 32          | 40,5 | 47                      | 59,5 |
| Вітебська                                                                 | 78                   | 30          | 38,5 | 48                      | 61,5 |
| Гомельська                                                                | 75                   | 22          | 29,3 | 53                      | 70,7 |
| Гродненська                                                               | 66                   | 29          | 43,9 | 37                      | 56,1 |
| Мінська                                                                   | 73                   | 30          | 41,1 | 43                      | 58,9 |
| Могильовська                                                              | 66                   | 26          | 39,4 | 40                      | 60,6 |
| м. Мінськ                                                                 | 123                  | 24          | 19,5 | 99                      | 80,5 |
| В цілому по республіці                                                    | 560                  | 193         | 34,5 | 367                     | 65,5 |
| Джерело: Центрвиборчком [Архівовано 24 листопада 2019 у Wayback Machine.] |                      |             |      |                         |      |

### Партійність кандидатів
| №   | Партія                                          | Кількість кандидатів | від загальної кількості |
| --- | ----------------------------------------------- | -------------------- | ----------------------- |
| 1.  | Ліберально-демократична партія                  | 98                   | 17,5 %                  |
| 2.  | Комуністична партія Білорусі                    | 50                   | 8,9 %                   |
| 3.  | Об'єднана громадянська партія                   | 47                   | 8,4 %                   |
| 4.  | Республіканська партія праці і справедливості   | 40                   | 7,1 %                   |
| 5.  | партія БНФ                                      | 31                   | 5,5 %                   |
| 6.  | Білоруська соціал-демократична партія (Грамада) | 30                   | 5,4 %                   |
| 7.  | Білоруська партія лівих «Справедливий світ»     | 27                   | 4,8 %                   |
| 8.  | Партія «Білоруська соціал-демократична Грамада» | 14                   | 2,5 %                   |
| 9.  | Білоруська патріотична партія                   | 10                   | 1,8 %                   |
| 10. | Республіканська партія                          | 5                    | 0,9 %                   |
| 11. | Білоруська партія «Зелені»                      | 4                    | 0,7 %                   |
| 12. | Білоруська соціально-спортивна партія           | 1                    | 0,2 %                   |

Крім того, кілька кандидатів висували офіційно незареєстровані Білоруська християнська демократія і ліберальна Партія свободи і прогресу.
Консервативно-християнська партія — БНФ і незареєстрована Білоруська соціал-демократична партія (Народна Грамада) бойкотують ці вибори.

### Суб'єкти висування
- одним суб'єктом — 444
  - громадянами, шляхом збору підписів — 81;
  - трудовими колективами — 38;
  - політичними партіями — 325;
- двома суб'єктами — 115
  - громадянами і трудовими колективами — 84
  - громадянами і політичними партіями — 31
- трьома суб'єктами — 1[19].

## Соціологічні опитування
| Дата            | Опитування       | КПБ                 | ЛДП                                                               | РПТС | ОГП | БПП | БНФ | справедливий світ | БСДП (Г) | зелені | БССП | БСДГ | Аграрна | КХП-БНФ | СДП НС | РП  | Бесп. / інші | відрив |     |     |      |     |
| --------------- | ---------------- | ------------------- | ----------------------------------------------------------------- | ---- | --- | --- | --- | ----------------- | -------- | ------ | ---- | ---- | ------- | ------- | ------ | --- | ------------ | ------ | --- | --- | ---- | --- |
| Дата            | Опитування       | липень-серпень 2017 | інститут соціології [Архівовано 4 травня 2020 у Wayback Machine.] | 2,6  | 1,9 | 2,6 | 2,2 | 1,5               | 0,7      | 1,5    | 1,6  | 2,3  | 1,7     | 1,6     | 1,1    | 1,1 | Бесп. / інші | відрив | 0,9 | 0,7 | 76,0 | 0,0 |
| 11 вересня 2016 | попередні вибори | 7.4                 | 4,2                                                               | 2,9  | 2,2 | 2,2 | 1,7 | 1,4               | 1,3      | 0,2    |      |      |         |         |        |     | 67,0 + 9,6   | 2,0    |     |     |      |     |

### Фактор безпартійних
Виходячи з соціологічного опитування Інституту соціології Національної Академії наук, політичні партії разом мають лише 24 % підтримки. Згідно з результатами парламентських виборів 2016 року, ще 9,57 % підтримують варіант «проти всіх». Таким чином, за результатами дослідження, близько 66,43 % на виборах 2019 року мають можливість отримати безпартійні кандидати, близько 24 % політичні партії і ще близько 9,57 % стануть протестним електоратом. Це може стати ще одним зниженням безпартійних депутатів (з 67,01 % в 2016 до теоретично 66,43 % в 2019), які традиційно складають більшість в білоруському парламенті. Однак і об'єднаний рейтинг партій показав невелике збільшення в порівнянні з 2016 роком (23,42 % в 2016 проти теоретично 24 % в 2020 році).

## Хід голосування

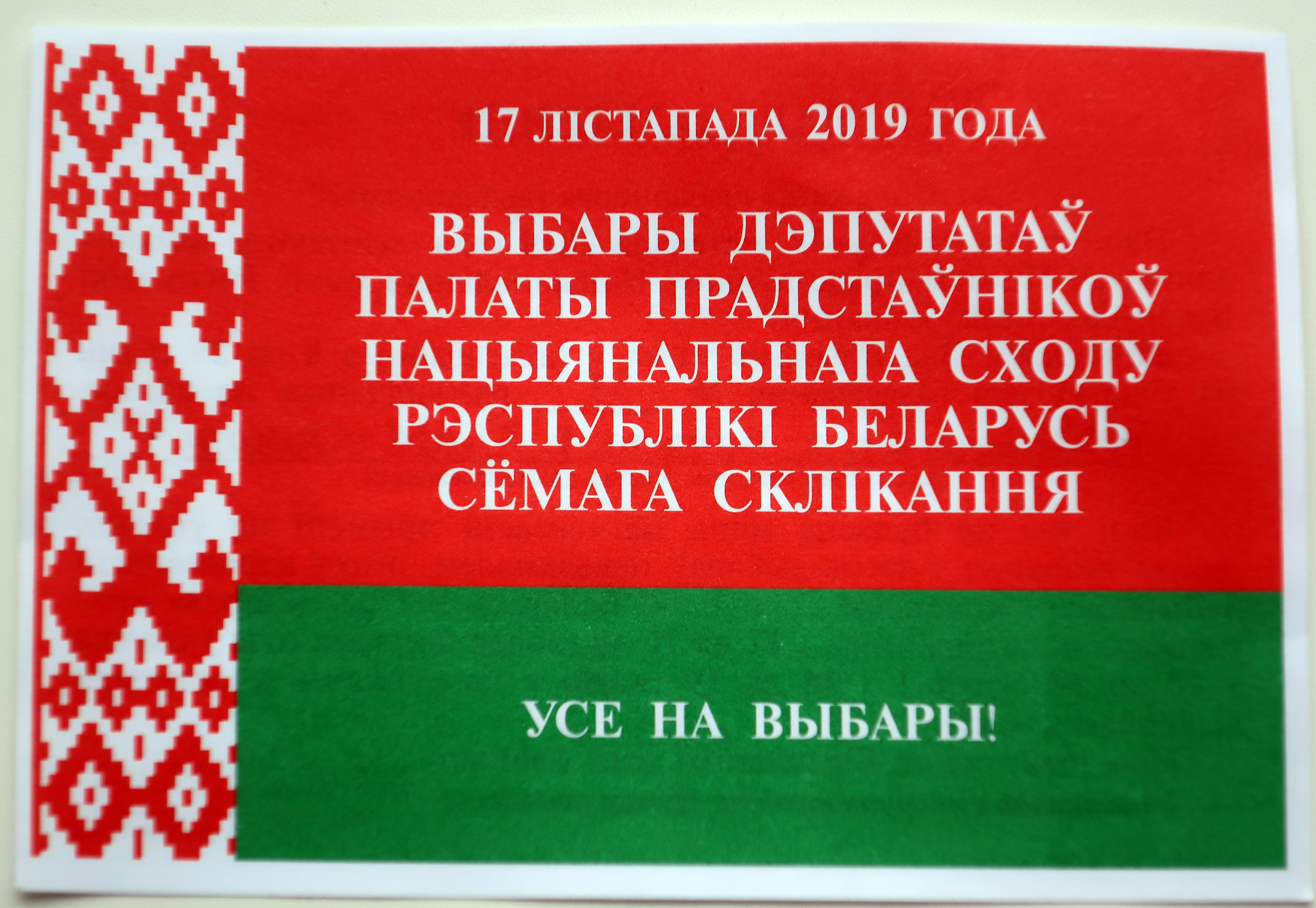
Запрошення на вибори, що розсилається поштою. На звороті розміщена основна інформація про участь у виборах із зазначенням дільниці для голосування, до якої прикріплений виборець

З 12 по 16 листопада проходило дострокове голосування.
13 листопада спостерігач з Берестя зняв на відео імовірну спробу вкидання бюлетенів на достроковому голосуванні. Лідія Єрмошина спростувала факт вкидання і вимагала позбавити спостерігача акредитації через відсутність дозволу на відеозйомку. 15 листопада його позбавили акредитації, але трохи раніше виправили помічене їм порушення кількості тих, хто проголосув достроково на дільниці.
Студенти кількох університетів повідомляли про примус до голосування: зокрема, студентам усно дозволили пропустити заняття в суботу 16 листопада (робочий день, перенесений з 8 листопада) і в понеділок 18 листопада за умови участі в достроковому голосуванні. У вишах подібні факти заперечують. 15 листопада студенти Білоруського державного економічного університету організували стихійну акцію протесту проти примусу до дострокового голосування (приводом стала публікація відео, на якому куратор однієї з груп відкрито вимагає від студентів проголосувати достроково) .

## Результати

### Порушення
Протягом дня голосування 17 листопада спостерігачі від опозиції зафіксували 668 порушень, що відображено на сайт кампанії моніторингу за перебігом голосування «Право вибору». У більш як 40 відсотків випадків було зафіксовано невідповідність кількості тих, хто проголосував, у протоколі комісії та за даними спостерігача. Відповідно, у порівнянні з попередніми виборами зросла явка на 3 %. Так, вона склала у Могильовській області — 82,3 відсотка. При чому 35,77 відсотка виборців проголосували дострокового з 12-го по 16 листопада. Ще майже у третині випадків головою дільничної комісії не було забезпечено належного зберігання скриньки дострокового голосування.

### Підрахунок голосів
|                                                                       |                                                 |           |      |       |     |
| Партія                                                                | Партія                                          | Голосів   | %    | Місць | +/- |
|                                                                       | Комуністична партія Білорусі                    | 564 322   | 10,6 | 11    | ▲ 3 |
|                                                                       | Ліберально-демократична партія                  | 254 295   | 4,8  | 1     | 0   |
|                                                                       | Республіканська партія праці і справедливості   | 335 165   | 6,3  | 6     | ▲ 3 |
|                                                                       | Білоруська патріотична партія                   | 75 283    | 1,4  | 2     | ▼ 1 |
|                                                                       | Білоруська аграрна партія                       | 46 785    | 0,9  | 1     | ▲ 1 |
|                                                                       | Об'єднана громадянська партія                   | 72 192    | 1,4  | 0     | ▼ 1 |
|                                                                       | Партія БНФ                                      | 45 506    | 0,9  | 0     | 0   |
|                                                                       | Білоруська партія лівих «Справедливий світ»     | 37 861    | 0,7  | 0     | 0   |
|                                                                       | Білоруська соціал-демократична партія (Грамада) | 67 516    | 1,7  | 0     | 0   |
|                                                                       | Білоруська соціал-демократична Грамада          | 20 345    |      | 0     | 0   |
|                                                                       | Білоруська партія «Зелені»                      | 10 592    | 0,2  | 0     | 0   |
|                                                                       | Білоруська соціально-спортивна партія           | 7 905     | 0,2  | 0     | 0   |
|                                                                       | Республіканська партія                          | 7 962     | 0,2  | 0     | 0   |
|                                                                       | Безпартійні                                     | 3 583 601 | 67,4 | 89    | ▼ 5 |
| Проти всіх                                                            | Проти всіх                                      | 447 111   |      | -     | -   |
| Недійсні бюлетні                                                      | Недійсні бюлетні                                |           | -    | -     | -   |
| РАЗОМ                                                                 | РАЗОМ                                           | 5 315 936 | 100  | 110   | 0   |
| Зареєстровано/явка                                                    | Зареєстровано/явка                              | 6 870 990 | 77,4 | -     | -   |
| Джерело: Центрвибирчком [Архівовано 3 серпня 2020 у Wayback Machine.] |                                                 |           |      |       |     |

## Переслідування опозиційних кандидатів й активістів
- 17 лисподада 2019 року, в основний день голосування, активіст Молодіжного блоку Петро Маркелов був затриманий за вимоги перерахунку голосів на виборчій дільниці. У результаті Маркелов отримав 14 діб арешту на Акрестіна[26].
- 29 листопада 2019 року заарештований громадський активіст Олександр Круткин на 15 діб за репост у соцмережі «Facebook» з закликом приєднатися до акції протесту[27]. Переслідуються десятки людей за участь у різних мітингах[28][29].
- 30 листопада 2019 року було затримано блогера і кандидата від партії «Європейська Білорусь» Дмитра Козлова за заклики до участі у несанкціонованому мітингу. Внаслідок опозиціонер був зааштрафований і був вимушений провести три ночі у ізоляторі тимчасового затримання[simple][30][31].